# Städtischer Ausstellungspalast (Dresden)

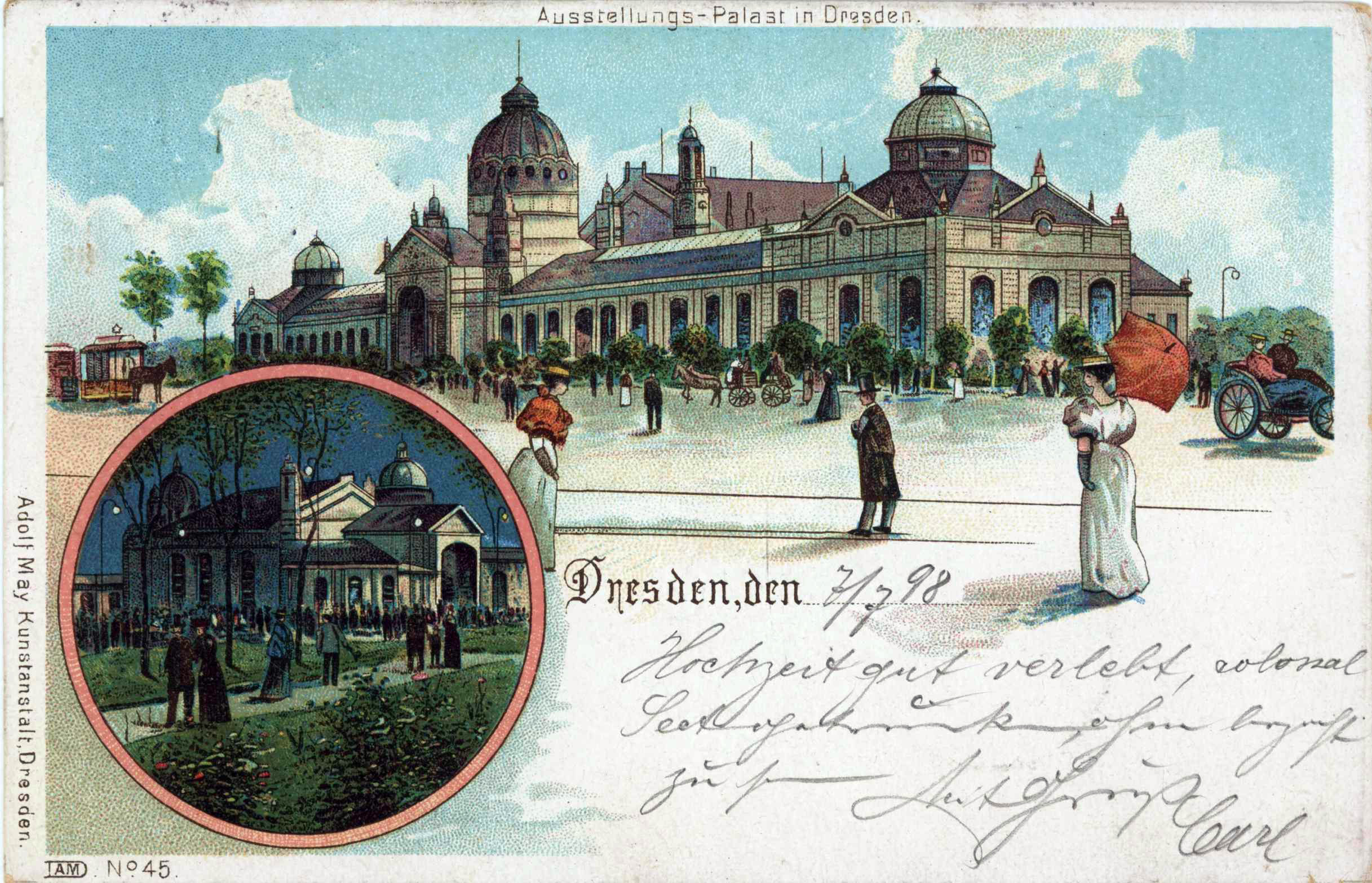
Der Städtische Ausstellungspalast um 1896

Der Städtische Ausstellungspalast von Dresden war ein Bauwerk auf einer Fläche an der Nordwestecke des Großen Gartens. Sein Hauptportal befand sich an der Stübelallee, das langgezogene Gebäude und das dazugehörige Ausstellungsgelände erstreckten sich vom Stübelplatz, dem heutigen Straßburger Platz, entlang der Stübelallee bis zum Botanischen Garten. Im Süden grenzte das Ausstellungsgelände an die Herkulesallee im Großen Garten.

## Der Beginn

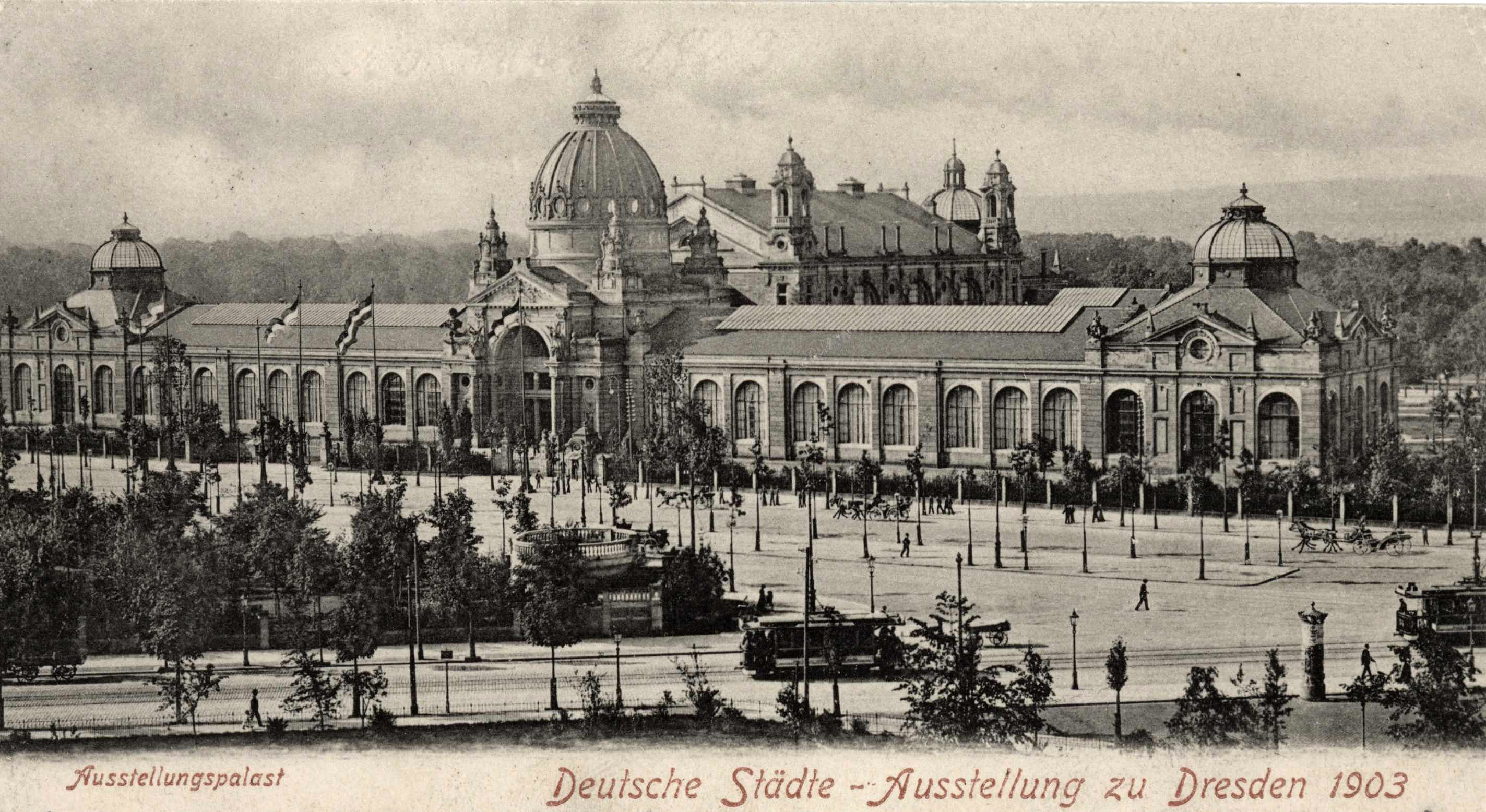
Ausstellungspalast mit der Stübelallee um 1903

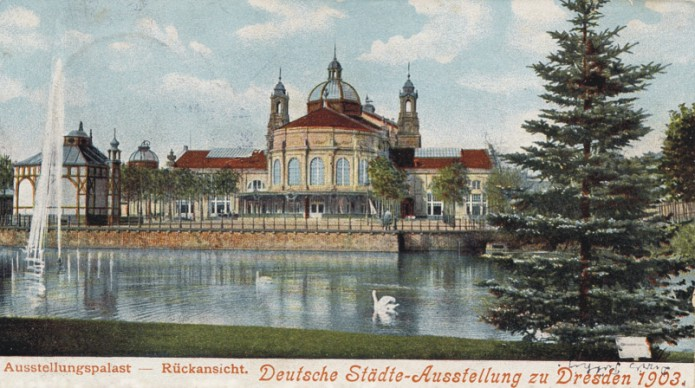
Gartenbereich des Städtischen Ausstellungspalastes

Die Idee zur Errichtung eines Ausstellungsgebäudes entstand anlässlich des VI. Allgemeinen Deutschen Turnfestes im Jahr 1885. Damals befand sich auf dem Grundstück eine hölzerne Festhalle. Dieses Vorhaben resultierte aus den jahrzehntelangen Erfahrungen erfolgreicher Ausstellungsaktivitäten des Dresdner Gewerbevereins sowie der damals führenden Handelsgärtner. Das enorme Echo auf die I. Internationale Gartenbau-Ausstellung 1887 zu Dresden in den benachbarten Arealen des Großen Gartens beförderte das Vorhaben.
Im Jahr 1888 wurde der erste Wettbewerb ausgeschrieben, in dem der erste Preis dem Architekten Alfred Hauschild (nachmaliger Dresdner Stadtbaurat von 1890 bis 1910) zuerkannt wurde. Seine kostenintensiven Entwürfe erforderten eine Umarbeitung durch zwei Architekten. 1892 erhielt das Städtische Hochbauamt den Auftrag zur genehmigungsreifen Bearbeitung der Pläne. 1894 wurden die Ausführungspläne nach Beratung im Stadtrat durch das Stadtverordnetenkollegium verabschiedet.
Der sächsische König hob nach diesem Beschluss das auf diesem Landesareal liegende Bauverbot auf. Im Juni 1894 begannen die Bauarbeiten. Die Bauausführung für das Hauptgebäude, das Verwaltungsgebäude und den Musikpavillon lag in der Verantwortung von Stadtbaurat Edmund Bräter und Stadtbaumeister Richard Möbius. Sie erforderten einen finanziellen Aufwand von 1.464.277 Mark. Die Nebenanlagen wurden für 125.833 Mark errichtet.
Der im Ausstellungspark gelegene Teich und die angrenzenden Parkanlagen kosteten 40.000 Mark und wurden in Regie der Ausstellungskommission errichtet. Die Wegebauten, Tiefbauarbeiten und Rasensaaten erfolgten mit städtischen Mitteln.
Der Städtische Ausstellungspalast wurde nach zweijähriger Bauzeit am 2. Mai 1896 mit der II. Internationalen Gartenbau-Ausstellung eröffnet. Die Stadt Dresden stellte sich mit dem durch sie errichteten Ausstellungsgebäude an die Spitze der Entwicklung in Deutschland und setzte mit ihrer Ausstellungspolitik früh Maßstäbe. Viele gleichartige kommunale Investitionen in anderen deutschen Städten erfolgten teilweise erst Jahrzehnte später.

## Gebäudegliederung und technische Ausstattung

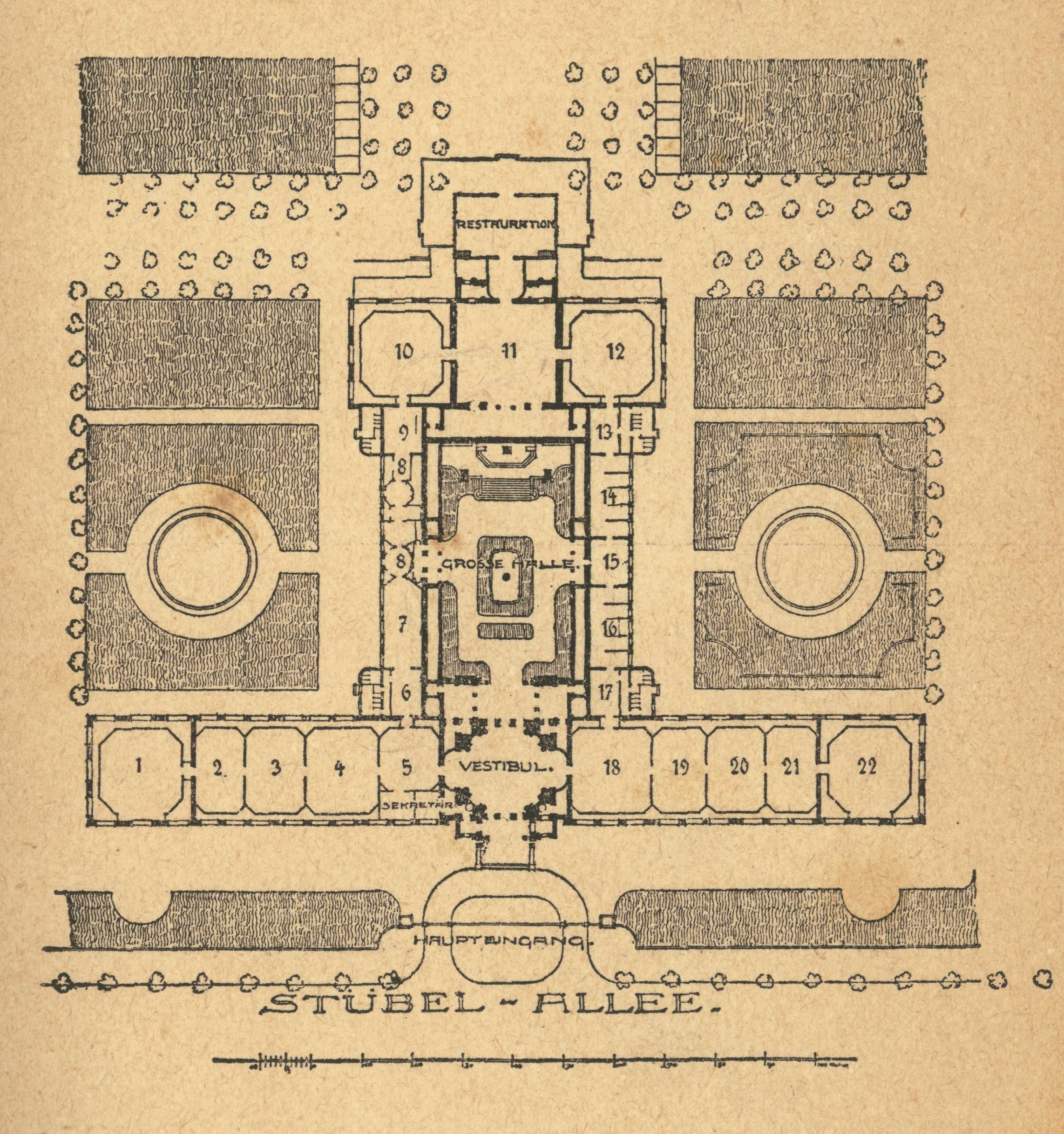
Grundriss von 1897

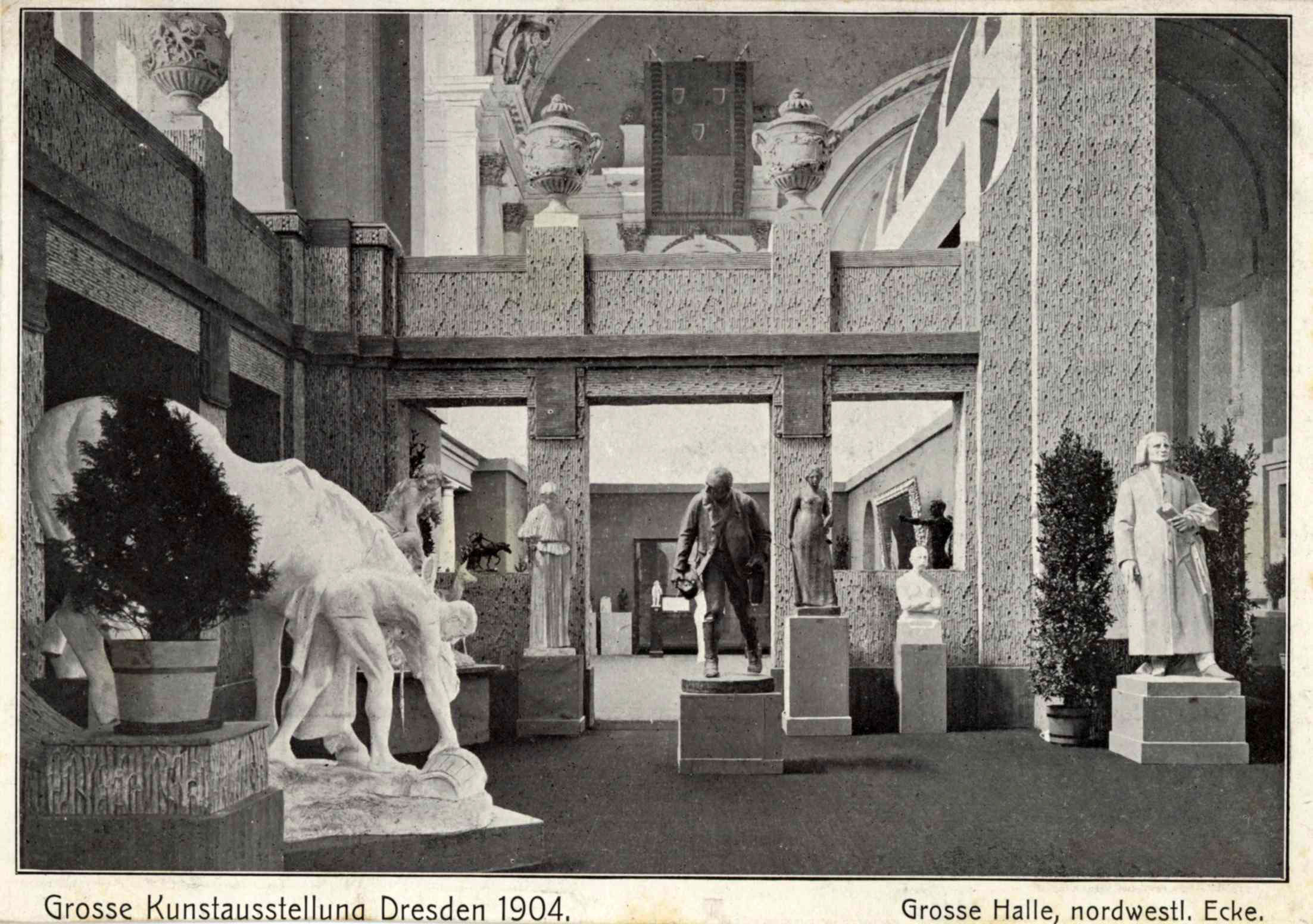
Innenraum vom Ausstellungspalast anlässlich der Großen Kunstausstellung 1904

Die äußere Fassade war von hohen rechteckigen Fenstern geprägt, die einer bestmöglichen Ausleuchtung der Innenräume dienten. Der Bereich des Haupteingangs an der Stübelallee bildete den architektonischen Schwerpunkt auf der Nordseite des Gebäudekomplexes. Hier konzentrierte sich der figürliche und ornamentale Bauschmuck der im Stile der Neorenaissance gehaltenen Sandsteinfassade. Im Giebel des Mittelrisaliten befand sich ein plastisches Relief, das eine sitzende Frauenfigur darstellte. Dieses Giebeldreieck wurde von wuchtigen und ornamental überladen wirkenden Türmen flankiert, hinter denen sich die mit Blech gedeckte Hauptkuppel erhob. Die seitlichen Gebäudeflügel verliehen dem Gebäude eine enorme Länge und verfügten durch die große Fensterzahl nur über eine untergeordnete architektonische Ausstrahlung. Ihre Kopfenden kulminierten jeweils in einen quadratischen Hallenbau mit kleinerer Glaskuppel. Vom mächtigen Dach des sich südlich erstreckenden Hauptsaalflügels war von der Stübelallee aus wenig zu sehen, da die Hauptfront ihn wegen ihrer Länge weitgehend verdeckte. Nur von der Gartenseite aus konnte man seine Ausdehnung erahnen. Hier legten sich zwei kleine Flügelbauten vor den zentralen Hauptsaal.
Der Grundriss des Ausstellungspalastes veränderte sich über die Jahre durch zahlreiche Anbauten mehrfach. Ursprünglich hatte er die Form eines „T“, dessen besonders lange waagerechte Balken in West-Ost-Richtung parallel zur Stübelallee verliefen und zusammen eine Gesamtlänge von 177 Metern hatten. Im 21 Meter breiten Hauptgebäude befanden sich vier Ausstellungshallen, der Kuppelsaal, Verwaltungsräume und Garderoben. Im südlich und dazu rechtwinklig angrenzenden Flügel befanden sich der Hauptsaal für die Eröffnungsfeier und spätere Tagungen sowie zwei weitere Nebensäle und zwei Zwischenhallen. Im Hauptsaal existierte eine Galerieebene und an seiner südlichen Rückwand die große Musikbühne, die für 100 Musiker und 150 Sänger ausgelegt war.
Die Ausdehnung des Hauptsaalflügels betrug 63 Meter in der Länge und 51 Meter in der Breite. Südlich davon waren drei Ausstellungssäle mit einer Gesamtlänge von 63 Metern und einer Tiefe von 21 Metern vorgelagert. Vom mittleren Saal führte über eine Vorhalle der Weg in den Ausstellungspark.
An der südlichen Stirnseite war seit der Eröffnung ein Restaurantbereich. Ein kleiner Konzertsaal wurde 1901 als halbrunder, apsisähnlicher Anbau an das südliche Gebäudeteil angefügt. Es folgte 1902 die Weinterrasse. Bereits um 1910 ergaben sich mit den vorhandenen baulichen Strukturen Schwierigkeiten, weil sie den wachsenden Anforderungen nicht mehr genügten. Nach 1922 ergänzte man das Gelände mit weiteren umfassenden hallenartigen Flachbauten.
Den gesamten Komplex des Ausstellungspalasts hatte man hinsichtlich seiner Funktion so konzipiert, dass ein hohes Maß an Seiten- und Oberlicht in die Ausstellungsräume treten konnte. Die Innenausgestaltung im Eröffnungsjahr 1896 blieb ausgesprochen schlicht, damit keine überladen wirkenden Architekturelemente den Eindruck der Ausstellungskonzepte beeinflussen konnten. Bei späteren Ausstellungen erfolgten oft umfangreiche temporäre Interieureinbauten, die Teil des jeweiligen Ausstellungskonzeptes waren.
Der Gebäudekomplex wurde mit einer Luftheizung erwärmt. Alle etwa 100 eisernen Oberlichtfenster waren kippbar montiert und ermöglichten einen guten Luftaustausch. Diese patentierte Lösung war die modernste ihrer Zeit.
Für die großzügige elektrische Beleuchtung befanden sich am Haupteingang zwei Bogenlampen mit je 1000 Kerzenstärken, in der Eingangshalle eine Bogenlampe mit 2000 Kerzenstärken, im Hauptsaal acht Bogenlampen (je 1200 Kerzenstärken), in seinen Nebensälen sechs Bogenlampen (je 700 Kerzenstärken) und in den drei südlichen Sälen drei Bogenlampen von je 1200 Kerzenstärken. In den verbleibenden Räumen war eine umfangreiche Beleuchtung mit Glühlampen installiert.

## Nutzung und Zerstörung
Mit seiner Eröffnung im Jahr 1896 entfaltete sich eine jährliche und teilweise international ausgerichtete Ausstellungsaktivität, die mit wenigen Unterbrechungen während des Ersten Weltkriegs und der unmittelbaren Nachkriegszeit bis 1940 anhielt. Bedeutung erlangte 1908 die Große Kunstausstellung Dresden des Deutschen Künstlerbundes sowie Gartenbau-, Kunst-, Hygiene- und Gewerbeausstellungen.
Zahlreiche Gebäudeerweiterungen, spektakuläre Ausstellungsbauten wie das Kugelhaus, eine zeitweilige Sternwarte, ein Planetarium, der Vergnügungspark sowie weitere temporäre Funktionsgebäude bereicherten das Ausstellungsareal. In wenigen Fällen erweiterte man es über das städtische Gelände in den Großen Garten hinein und/oder in Richtung des Hygienemuseums und der Ilgen-Kampfbahn.
Bei den Bombenangriffen im Februar 1945 auf Dresden wurde auch der Ausstellungspalast erheblich zerstört. Besonders die Brandeinwirkungen setzten dem Gebäudekomplex stark zu. Die von der sächsischen Landesverwaltung erbetene Wiederherstellung der ausbaufähigen Ruine wurde von städtischer Seite abgelehnt und stattdessen die Arbeiten am Hygienemuseum intensiviert. 1949 wurden die Reste des Palastes gesprengt. Erst im Jahr 1969 eröffnete auf dem gleichen Areal eine moderne Hallenkonstruktion, mit der man sich in einem kleineren Rahmen um Fortsetzung der traditionsreichen Tätigkeit bemühte. Sie trug den Namen Ausstellungszentrum Fučíkplatz.
Heute befindet sich an der Stelle des Ausstellungsgeländes die Gläserne Manufaktur.

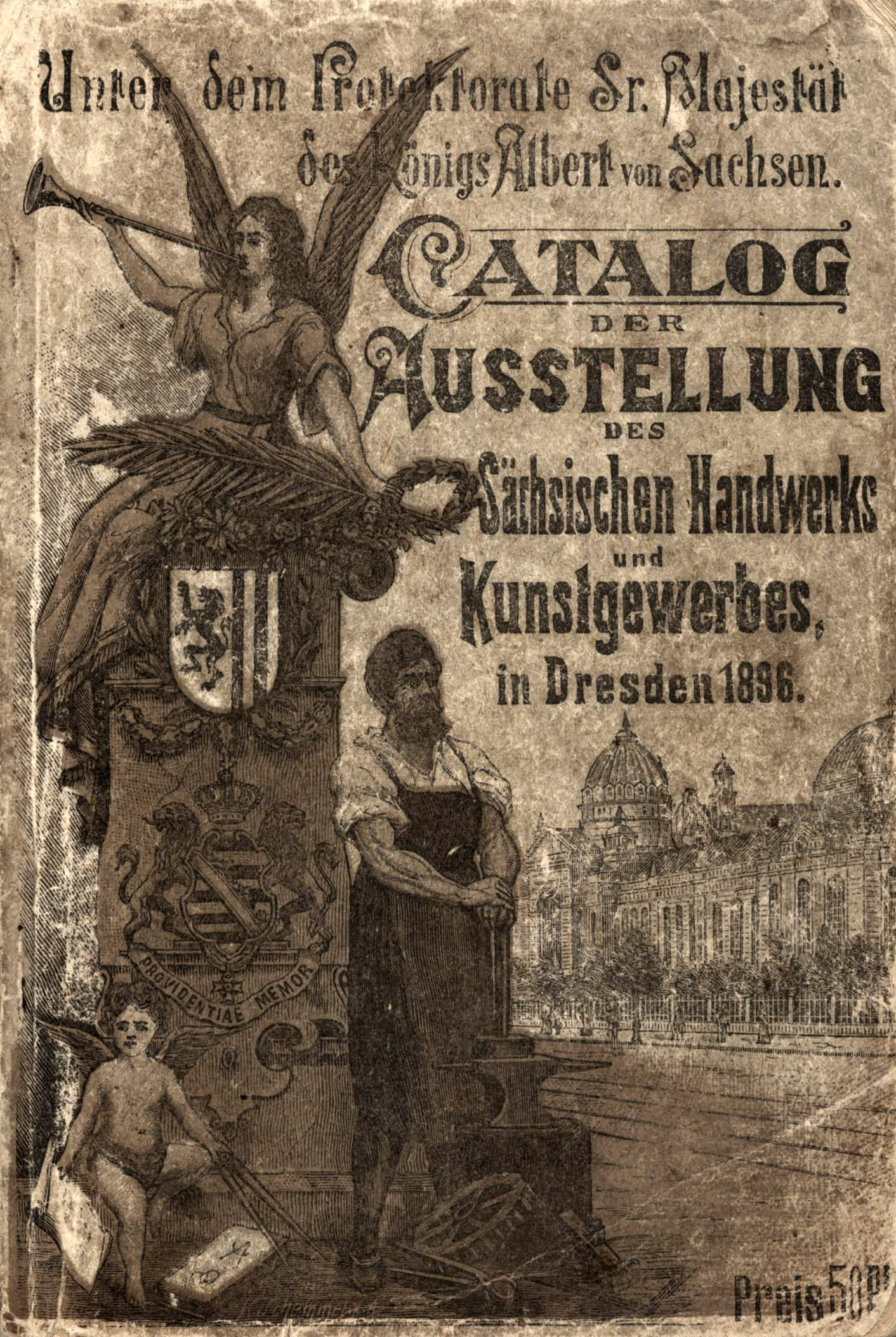
Die zweite Ausstellung nach der Eröffnung war die des Sächsischen Handwerks und Kunstgewerbes 1896
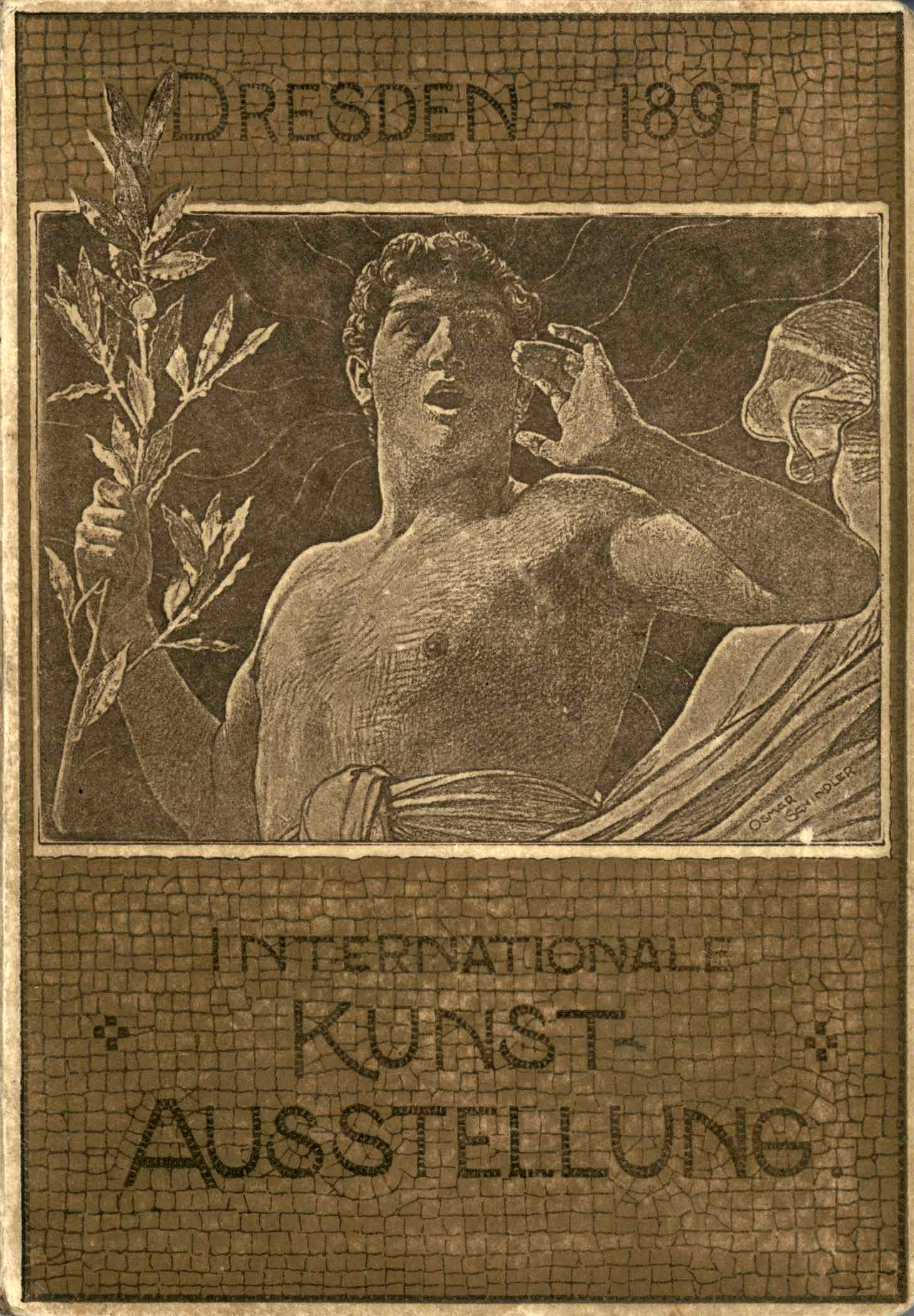
Internationale Kunstausstellung 1897 im Ausstellungspalast
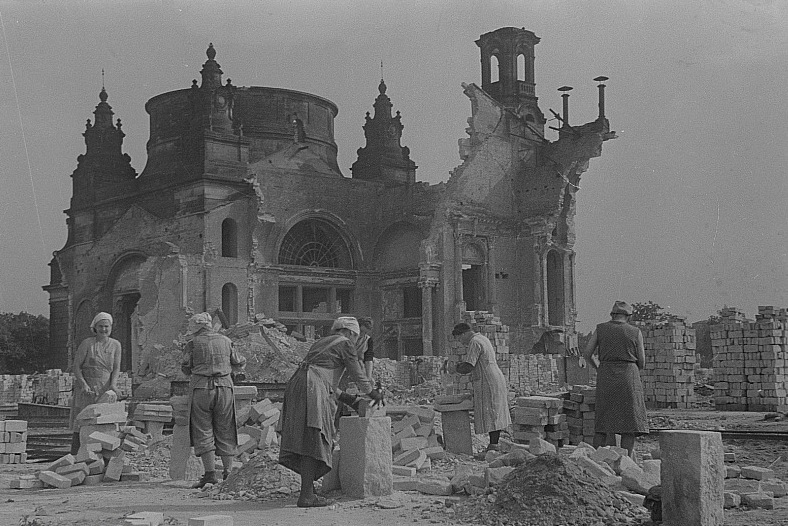
Trümmerfrauen beim Ziegelputzen an der Ruine des Ausstellungspalastes, etwa 1946